# Ululodes roseni
Ululodes roseni is een insect uit de familie van de vlinderhaften (Ascalaphidae), die tot de orde netvleugeligen (Neuroptera) behoort. 
Ululodes roseni is voor het eerst wetenschappelijk beschreven door Navás in 1911.